# Hans Georg Klamroth
Johannes „Hans“ Georg Klamroth (* 12. Oktober 1898 in Halberstadt; † 26. August 1944 in Berlin-Plötzensee) gehörte als Mitwisser zum weiteren Umfeld der Attentäter des 20. Juli 1944.

## Leben
Nachdem er 1916 das Notabitur am Halberstädter Domgymnasium abgelegt hatte, wurde Klamroth am 7. September 1916 als Fahnenjunker beim Dragoner-Regiment „Prinz Albrecht von Preußen“ (Litthauisches) Nr. 1 in Königsberg angenommen. Er nahm an der Schlacht um Riga teil, wurde verwundet und mit dem Eisernen Kreuz II. Klasse ausgezeichnet. Den Krieg beendete er im Range eines Leutnants in der Ukraine.
Am 13. Mai 1919 begann er ein Lehrverhältnis bei einer Spedition in Hamburg. Es folgten berufliche Auslandsaufenthalte in Curaçao, Venezuela und den USA. Im Juli 1923 stieg er als Teilhaber in den familieneigenen Betrieb I. G. Klamroth in Halberstadt ein.
Zunächst war er ein Anhänger des Nationalsozialismus, er trat zum 1. Mai 1933 der NSDAP bei (Mitgliedsnummer 2.051.041) und schloss sich auch der SS an. Er diente im Range eines Majors der Reserve als Abwehroffizier im Oberkommando der Wehrmacht, zuletzt für die Heeresversuchsanstalt Peenemünde und die Mittelwerk GmbH, die das KZ Mittelbau-Dora betrieb.:378 ff. Nach der Verhaftung von Wernher von Braun, Helmut Gröttrup und Klaus Riedel durch die Gestapo in Peenemünde am 15. März 1944 setzte sich Klamroth beim Rüstungsminister Albert Speer erfolgreich für deren umgehende Freilassung ein.
Durch seinen Vetter zweiten Grades und aktiv am Attentat auf Hitler vom 20. Juli 1944 beteiligten Schwiegersohn, den Oberstleutnant im Generalstab Bernhard Klamroth, sowie durch Generalmajor Hellmuth Stieff war Klamroth am 10. Juli 1944 in die Attentatspläne des militärischen Widerstandes eingeweiht. Er zeigte die Pläne nicht an.

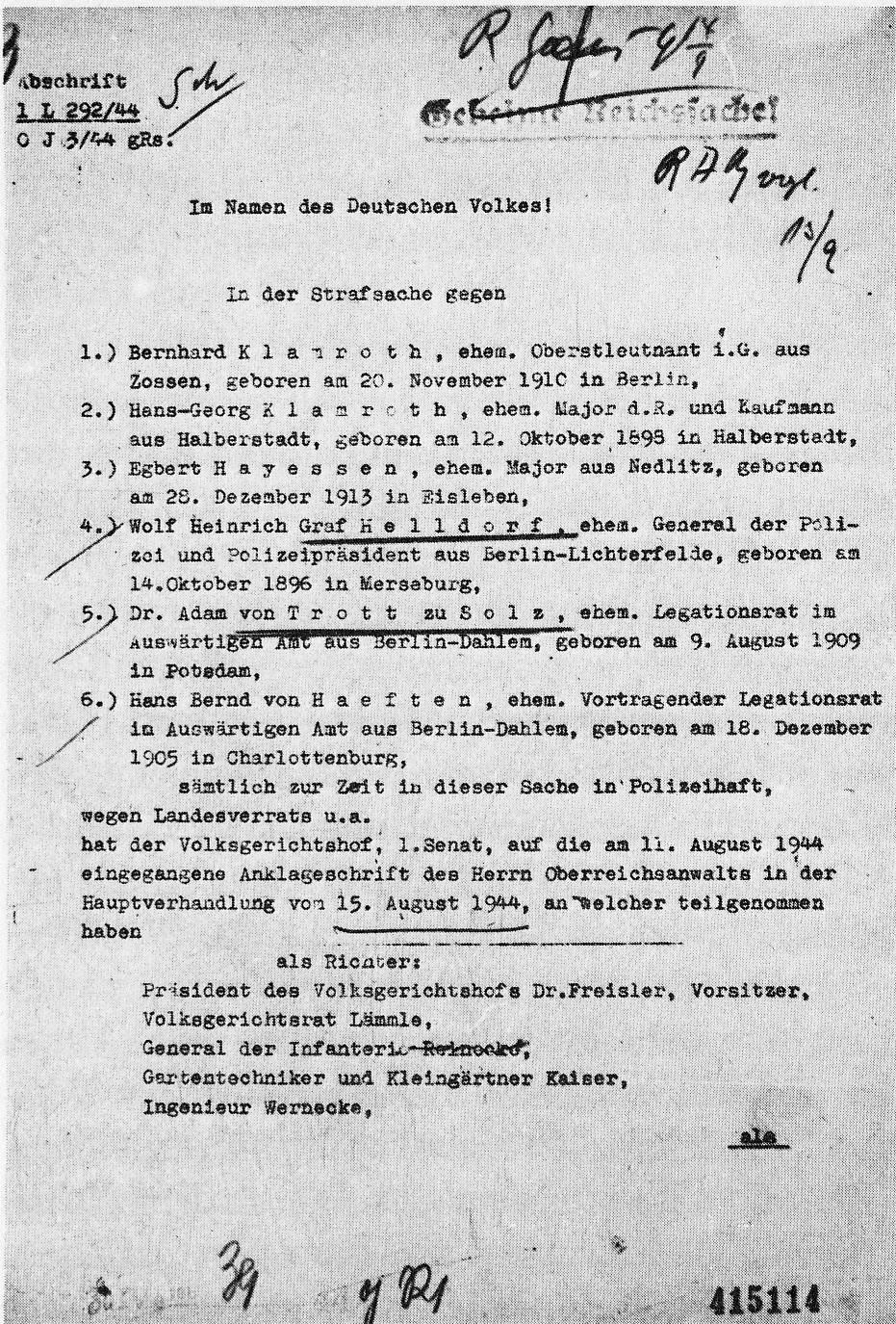
Seite 1 einer Abschrift des Urteils des Volksgerichtshofs – weitere Angeklagte sind Bernhard Klamroth, Egbert Hayessen, Wolf-Heinrich Graf von Helldorff, Adam von Trott zu Solz und Hans Bernd von Haeften

Nach dem fehlgeschlagenen Attentat vom 20. Juli 1944 wurde Hans Georg Klamroth vermutlich am 30. Juli 1944 verhaftet, nach einem Schauprozess am 15. August 1944 vom Volksgerichtshof unter dessen Präsidenten Roland Freisler zum Tode verurteilt und am 26. August 1944 in Plötzensee zusammen mit den anderen Verurteilten Adam von Trott zu Solz, Ludwig Freiherr von Leonrod und Otto Kiep ermordet, weil er sein Wissen für sich behalten und den geplanten Staatsstreich nicht angezeigt hatte. In der Vernehmung gab Klamroth laut Ernst Kaltenbrunners Schreiben an Martin Bormann auf die Frage, weshalb er nichts unternommen habe, an,
„daß ihn seine militärische Erziehung aber daran gehindert habe, den General korrigieren zu wollen. […] Was der nächste Vorgesetzte befiehlt, wird gemacht, und was er nicht befiehlt, geht mich nichts an.“

## Folgen von Klamroths Hinrichtung
Nach der Verurteilung und Hinrichtung Klamroths wurde sein Vermögen und das seiner Frau und Kinder beschlagnahmt. Witwe und Kinder erhielten im Dezember 1944 ihr Vermögen zurück, da die Beschlagnahme laut SS ein Versehen war. Für die Beschlagnahme von Klamroths Barvermögen gab es in der Bundesrepublik keinerlei Entschädigung. Else Klamroth und ihre Tochter Ursula wurden aus der NSDAP und der NS-Frauenschaft ausgeschlossen. Die Tochter Barbara wurde von der Uni Wien verwiesen und musste zwangsverpflichtet in einer chemischen Fabrik in Goslar arbeiten. Der einzige Sohn, Joachim Gerd Klamroth (Jochen), wurde in Sippenhaft genommen und kam zusammen mit gewöhnlichen Schwerverbrechern in die Strafdivision 999, die unter härtesten Bedingungen und großen Verlusten an der Ost- und Westfront kämpfte. Die Erlebnisse haben Joachim Gerd Klamroth traumatisiert und zeit seines Lebens nicht mehr losgelassen. Klamroths Bruder Kurt, vorher als Oberregierungsrat UK gestellt, wurde eingezogen. Er diente zunächst in einer Flakeinheit an der Ostfront und später in der SS-Sondereinheit Dirlewanger.:385 ff.
1948 zog die Witwe mit ihren beiden jüngsten Töchtern von Halberstadt nach Braunschweig. Der Teil der Familienfirma in Westdeutschland ging noch 1948 pleite, da Else keine Geschäftserfahrung hatte. Danach war die Restfamilie in finanziellen Nöten und lebte teils von Spenden des Hilfswerkes 20. Juli. Die Familie wurde in den Nachkriegsjahren von einem Teil der Bevölkerung als Verräter stigmatisiert. Durch Vermittlung von Eugen Gerstenmaier erhielt die Witwe 1949 eine Anstellung in der Botschaft in Stockholm. Nach jahrelangen Verhandlungen wurde Else Klamroth 1957 eine Entschädigung für die Verurteilung und Hinrichtung ihres Mannes zugesprochen. Sie erhielt eine Entschädigung von 22.924 DM und eine Rente von 404 DM. Dazu eine Rentennachzahlung von 13.784 DM. Ihre beiden Töchter, welche zum Zeitpunkt der Hinrichtung noch minderjährig waren, bekamen ebenfalls eine Rente. 1962 forderte die Entschädigungsbehörde eine Rückzahlung. Die Entschädigung und Rentennachzahlung waren auf einer Bank angelegt worden und die Behörde befand, dass Zinszahlungen auf die Rente angerechnet werden müssten. Erst 1966 entschied der Bundesgerichtshof gegen die Rückzahlung bzw. dass die Zinsen nicht angerechnet werden müssen.

## Familie
Klamroth entstammte einer alten Kaufmannsfamilie und kam in Halberstadt als erstes von vier Kindern des Kommerzienrats Kurt Klamroth (1872–1947) und dessen Ehefrau Gertrud, geb. Vogler (1875–1951) zur Welt. Der Jurist Gustav Ernst Kurt Klamroth ist sein Bruder. Er hatte noch zwei Schwestern, Anna Marie und Erika.
Seit dem 15. September 1922 bis zu seinem Tod war er mit Else Klamroth, geb. Podeus (1899–1987) verheiratet. Aus der Ehe gingen fünf Kinder hervor, Barbara (1923–1990), Ursula (1924–1981), Joachim Gerd (Jochen) (1925–2009), Sabine (1933–2025) und Wibke (1938–2019).
Hans Georg Klamroths jüngste Tochter, die Fernsehjournalistin Wibke Bruhns, veröffentlichte 2004 eine viel diskutierte Biografie über ihren Vater, die zum Bestseller wurde. Die ARD sendete am 3. Januar 2007 unter dem Titel Meines Vaters Land eine Dokumentation über das Leben der Familie Klamroth, in dessen Mittelpunkt Wibke Bruhns’ Eltern standen.
Eine Tochter war die Juristin und Autorin Sabine Klamroth. Der Fernsehproduzent Jörn Klamroth war sein Enkel, der Schauspieler und Moderator Louis Klamroth ist sein Urenkel.